# Kärlekens ögon
Kärlekens ögon – szwedzki dramat kryminalno-romantyczny z 1922 w reżyserii Johna W. Bruniusa, będący drugą częścią filmu En lyckoriddare (1921). Scenariusz autorstwa Bruniusa i Sama Aska został opracowany na podstawie sztuki I blindo Alberta Gnudtzmanna z 1903. W rolach głównych wystąpili Gösta Ekman, Pauline Brunius i Karen Winther. Film nie zachował się do czasów dzisiejszych.
Zdjęcia do filmu nagrywano w studiu Filmstaden w gminie Solna oraz w Sztokholmie. Premiera  Kärlekens ögon miała miejsce 2 października 1922. W filmie w roli statystki wystąpiła Greta Gustafsson, choć niektóre źródła podają, że zagrała w nim także jej starsza siostra Alva.

## Obsada
Opracowano na podstawie materiału źródłowego:

- Gösta Ekman – Henry Warden
- Pauline Brunius – Louise Kent
- Karen Winther – Elsie Campbell
- Vilhelm Bryde – Charles Zukor
- Jenny Tschernichin-Larsson – matka Henry’ego
- Carl Browallius – ojciec Henry’ego
- Justus Hagman – ojciec Elsie
- Nils Lundell – kelner
- Knut Lindroth – doktor Allen
- Carl Nissen – doktor Lange
- Alfred Lundberg – sędzia
- William Larsson – adwokat
- Thure Holm – profesor muzyki
- Gerda Ström – pani Kent
- Albert Ståhl – kamerdyner
- Astrid Lindgren – tancerka kabaretowa
- Kai Reiners – tancerz kabaretowy
- Greta Gustafsson – statystka (niewym. w czołówce)